# Penyeta del Moro (Cullera)
|  | No s'ha de confondre amb Penyeta del Moro (Sueca). |

La Penyeta del Moro, a la costa de Cullera, és un diminut penyal d'1 metre d'ample i 5 de llarg a la mar Mediterrània, aproximadament a 1 km de la platja de Sant Antoni, d'alt interés ecològic. Mai no ha estat considerada una illa, sinó més aviat un conjunt de roques naturals sobre les quals hi ha un petit far, d'uns 3 metres d'alçària, col·locat a principis del segle xx, ja que la penyeta suposa un obstacle per al trànsit de vaixells enfront de les costes de Cullera. Es poden observar algues marrons, verdes i de vegades roges. No hi creix vegetació terrestre. Quant a fauna, les roques són un lloc ideal per a l'aflorament de pòlips, clòtxines, pagellides, nefròpids i alguna petita morena. Als voltants, predominen meduses de moltes classes, sardines, llises i ocasionalment alguna barracuda.